# 가브리엘쉬잔 바르보 드 빌뇌브
가브리엘쉬잔 바르보 드 빌뇌브(프랑스어: Gabrielle-Suzanne Barbot de Villeneuve, 1685년 11월 28일 ~ 1755년 12월 29일)는 마담 돌누아, 샤를 페로 및 다양한 고급 작가들의 영향을 받은 프랑스 소설가였다. 빌뇌브는 특히 1740년에 출판된 그녀의 오리지널 스토리인 미녀와 야수로 유명하며, 이는 동화 미녀와 야수의 가장 오래된 변형으로 알려져 있다.